# 海堂有功
海堂 有功（かいどう ゆうこう）は、1990年代に登場した日本の歌手。別名「YOUCOU KAIDO」（後に「Kaido」と改名）。

## 人物
1995年、シングル「FOR SEASONS」でデビュー。セカンドシングル「EVERY WEDNESDAY」を発表した後、名前を「Kaido」と改めて、アルバムとシングルを発表した。
マイナーなシンガーソングライターであり、一部で知られる程度に留まっている。

## 異名について
下の名前の「有功」を「YuKo」ではなく「YOUCOU」と綴った。
他にも、「Crazy Tone You（クレイジー・トーン・ユウ）」という異名・キャッチフレーズを持つが、ジャケットの印刷においてのみ謳われていた。
「海堂有功」時代からしばらく経て、別の名「Kaido」で再び姿を現した。

## ディスコグラフィ

### シングル
1. FOR SEASONS（1995年4月21日）
作詞・作曲：海堂有功、編曲：庄野賢一
マウンテンデュー CMソング
2. EVERY WEDNESDAY（1995年7月10日）
作詞・作曲：海堂有功、編曲：鳥山雄司
テレビ朝日「ぱふぉ ぱふぉ」オープニングテーマ